# Jazz, dwa, trzy
Jazz, dwa, trzy – jedenasty album polskiego rapera i producenta muzycznego O.S.T.R.-a. Wydawnictwo ukazało się 22 lutego 2011 roku nakładem wytwórni muzycznej Asfalt Records. Do albumu została dołączona dodatkowa płyta CD zawierająca dwadzieścia niezatytułowanych utworów. Wszystkie utwory wyprodukował Ostrowski, z kolei miksowanie i mastering wykonał Marek Dulewicz. Oprawę graficzną albumu wykonał Grzegorz "Forin" Piwnicki. Premierę płyty poprzedził utwór zatytułowany "Abstynent" który został opublikowany 24 stycznia 2011 roku na profilu YouTube firmy Asfalt Records. Płyta dotarła do 2. miejsca listy OLiS w Polsce. Według informacji opublikowanych na łamach serwisu CGM materiał w przedsprzedaży uzyskał status złotej płyty sprzedając się w nakładzie 15. tys. egzemplarzy. 24 marca 2011 r. ukazał się pierwszy teledysk promujący album nagrany do utworu "Szpiedzy tacy jak my".
W 2012 roku wydawnictwo uzyskało nominację do nagrody polskiego przemysłu fonograficznego Fryderyka w kategoriach Album roku hip-hop/reggae/R&B. Album uzyskał status platynowej płyty.

## Lista utworów
Opracowano na podstawie materiału źródłowego.
| CD 1 1. "Introstan" - 3:54 2. "Wiecznie drugi" - 3:35 3. "I co powiedzieć" - 3:03[A] 4. "Szpiedzy tacy jak my" - 3:12[B] 5. "W miłości" - 5:56[C] 6. "W nienawiści" - 3:52[D] 7. "Jeśli nie masz" - 5:26 8. "Moje życie" - 2:46[E] 9. "Na luzie skit" - 6:48 10. "Mózg wolność siła" - 3:31 11. "Nie potrzebuję noża" - 3:28 12. "Abstynent" - 2:07[F] 13. "Boję się zestarzeć" - 2:32 14. "Na własne oczy" - 3:06[G] 15. "R.e.l.a.k.s." - 3:42 16. "ŁDZ skit" - 4:46[H] 17. "Doba" - 3:59 18. "Outrostan" - 3:45[I] |  | CD 2 1. "Utwór 1" - 2:07 2. "Utwór 2" - 2:31[J] 3. "Utwór 3" - 3:10 4. "Utwór 4" (gościnnie: Broklin) – 2:09 5. "Utwór 5" - 2:08 6. "Utwór 6" (gościnnie: Abradab) – 1:58 7. "Utwór 7" - 2:13 8. "Utwór 8" (gościnnie: Jan Wyga/Afront) – 2:14 9. "Utwór 9" (gościnnie: Medium) – 1:57[K] 10. "Utwór 10" - 1:41[L] 11. "Utwór 11" (gościnnie: Karter, Famson) – 2:01 12. "Utwór 12" - 2:26 13. "Utwór 13" - 1:48[Ł] 14. "Utwór 14" (gościnnie: DJ Haem) – 2:23 15. "Utwór 15" (gościnnie: Kochan) – 1:58 16. "Utwór 16" - 3:47 17. "Utwór 17" - 2:50 18. "Utwór 18" (gościnnie: Kasina/Afront) – 2:17 19. "Utwór 19" - 1:54[M] 20. "Utwór 20" - 3:50 |

Notatki
- A^ W utworze wykorzystano sample z piosenek "It Might as Well Rain Until September" w wykonaniu Carole King i "Handclapping Song" zespołu The Meters[11].
- B^ W utworze wykorzystano sample z piosenek "A Penny for Your Thoughts" w wykonaniu Williama Bella i "6.20-As" Bergendy[12].
- C^ W utworze wykorzystano sample z piosenek "Hungry for Your Love" w wykonaniu Joe Tex'a, "One Love" Nasa i "I Got Love" Nate Dogga[13].
- D^ W utworze wykorzystano sample z piosenki "Think About Me" w wykonaniu Marleny Shaw[14].
- E^ W utworze wykorzystano sample z piosenki "Music Is My Sanctuary" w wykonaniu Gary’ego Bartza[15].
- F^ W utworze wykorzystano sample z piosenki "The Thrill Is Gone" w wykonaniu B.B. Kinga[16].
- G^ W utworze wykorzystano sample z piosenki "My World Is Empty Without You" w wykonaniu The Supremes[17].
- H^ W utworze wykorzystano sample z piosenek "Fantasy" w wykonaniu Earth, Wind & Fire i "If I Should Die Before I Wake" Notoriousa B.I.G.[18].
- I^ W utworze wykorzystano sample z piosenki "Mugic" w wykonaniu The Headhunters[19].
- J^ W utworze wykorzystano sample z piosenki "Sky’s the Limit" w wykonaniu Bernarda Kafki[20].
- K^ W utworze wykorzystano sample z piosenek "Cold Feet" Alberta Kinga i "Can I Kick It?" A Tribe Called Quest[21].
- L^ W utworze wykorzystano sample z piosenki "Wróćmy na jeziora" w wykonaniu zespołu Czerwone Gitary[22].
- Ł^ W utworze wykorzystano sample z piosenki "Madhouse" w wykonaniu Silver Convention[23].
- M^ W utworze wykorzystano sample z piosenki "Move Somethin'" w wykonaniu Reflection Eternal[24].